# Alan Wake
Alan Wake é um jogo eletrônico de ação-aventura desenvolvido pela Remedy Entertainment e publicado pela Microsoft Game Studios, lançado para Xbox 360 em 2010 e lançado para Microsoft Windows em 2012. A trama gira em torno de Alan Wake, um escritor de Bestsellers de horror psicológico, tentando descobrir os misterios por trás do desaparecimento de sua esposa enquanto estavam de férias em uma cidade pequena chamada Bright Falls, em Washington, onde ele vivencia os eventos de seu último livro que ele não lembra de ter escrito. O personagem Alan Wake foi modelado a partir de Ilkka Villi e dublado por Matthew Porretta na versão em inglês.
Além do jogo em si, que é dividido em 6 episódios como as séries de TV, a história do jogo é continuada com mais dois episódios especiais, disponíveis via conteúdo para download, chamados "The Signal" e "The Writer". Uma série de livros e seis episódios de uma websérie em live-action chamada Bright Falls expandem o universo de Alan Wake e foram usados como marketing para o jogo.
Remedy Entertainment é conhecida pela criação da série Max Payne (2001), e sua continuação, Max Payne 2: The Fall of Max Payne (2003). Escrito por Sam Lake, Alan Wake é o primeiro jogo do estúdio desde Max Payne 2, e levou 5 anos para ser criado; um tempo muito incomum para o desenvolvimento de um jogo. O jogo foi criticamente aclamado, e é reverenciado por sua narrativa, ritmo e atmosfera. Foi atribuído a Alan Wake o primeiro lugar no "Top 10 Jogos de Videogame de 2010" da revista Times.

## Jogabilidade
Alan Wake é um jogo de ação com forte narrativa. O jogo acontece na pequena cidade fictícia de Bright Falls, Washington, mostrando várias partes diferentes da cidade, como a floresta, um parque e uma fazenda. O jogo apresenta um ciclo de dia e noite, porém, ele é controlado pelo jogo para criar suspense e drama em determinados momentos do jogo.
Durante o dia, o jogador podem interagir com os outros personagens não jogáveis para saber mais sobre a cidade de Bright Falls. Já a noite, o jogo passa a ter ação, que é onde a luz desempenha um papel importante na jogabilidade. Por exemplo, os inimigos "humanos" no jogo, chamado de "Os Taken", só podem ser atingidos ao eliminar a escuridão que os cobre com a luz da lanterna. A luz da lanterna pode ser forçada, para assim queimar a escuridão mais rapidamente, mas isso reduz a carga da bateria da lanterna. Portanto, além de ter que se preocupar em recarregar a arma de fogo quando a munição acaba, o jogador também tem que inserir baterias novas na lanterna, ou esperar ela se recarregar lentamente. Além do mais, os jogadores são encorajados a tomar vantagem sobre a luz do ambiente, e a usar outros fontes de luz como Pistolas sinalizadoras, Sinalizadores e Granadas de luz. A energia do personagem se regenera lentamente, mas se o jogador ficar debaixo de uma forte fonte de luz como postes ela se recupera rapidamente.
Um elemento importante da jogabilidade é colecionar as páginas de um manuscrito do último livro de Alan Wake, Departure. Wake não se lembra de ter escrito este livro, mas a história gira em torno do que está escrito nele. Estas páginas do manuscrito estão espalhadas pelo jogo, fora da ordem cronológica; Portanto, eles geralmente descrevem cenas que ainda não aconteceram e agem como um aviso e as instruções de como prosseguir nos episódios do jogo. Outros itens colecionáveis incluem garrafas térmicas de café, televisores que mostram vários episódios da série Night Springs, rádios em que se ouve a programação da rádio local, e as placas que falam da cultura e história da cidade. Nos DLCs do jogo há outros itens colecionáveis como relógios despertadores e jogos de videogame.

## Enredo
Alan Wake, um escritor de bestsellers, não consegue escrever nada há dois anos. Sua mulher, Alice, o leva para a pequena cidade de Bright Falls, para recuperar sua criatividade. Alan pega as chaves e o mapa de sua cabana alugada com uma mulher de véu preto que estava no lugar do dono da cabana, que estava doente. Eles dirigem até uma cabana em uma pequena ilha em Cauldron Lake. A medida que vão desempacotando a bagagem, Alan descobre que Alice trouxe uma máquina de escrever, com esperanças de que ele pudesse começar a escrever um novo livro. Nervoso com a persistência dela, Alan sai da cabana para caminhar, e momentos depois ouve sua esposa gritar. Ele vê que alguma coisa puxara Alice para as águas do lago, e ele pula para salvá-la, mas perde a consciência ao entrar em contato com a água.
Alan acorda em um acidente com seu carro. Ele começa a fazer seu caminho de volta para a cidade, encontrando várias criaturas do folclore da cidade de Bright Falls cobertas pela Escuridão que querem matá-lo; Alan descobre que a luz é a única arma que pode parar essas criaturas. Ele também se depara com uma aparição fantasmagórica de um mergulhador, que joga páginas de um manuscrito chamado Departure para Alan coletá-las. Alan reconhece que é um trabalho seu, mas não lembra de tê-lo escrito. O manuscrito o avisa sobre as criaturas e o que vai acontecer, assim permitindo que ele consiga escapar com segurança. Na cidade, Alan descobre que ficou desaparecido por uma semana desde quando pulou no lago, e ele fica ainda mais confuso quando a xerife Sarah Breaker mostra-lhe que nenhuma ilha ou cabana existiu no lago por quase 30 anos. Barry Wheeler, amigo de Alan e seu agente literário, logo aparece na cidade para ajudar Alan com o desaparecimento de sua mulher. O caso também atraiu o interesse do agente do FBI Robert Nightingale, que acredita que Alan está por trás do desaparecimento de Alice.
Um homem que se apresenta como o sequestrador diz para Alan ficar longe do FBI, e afirma que ambos são procurados pela entidades das sombras. Alan vai até o homem, que revela que não sequestrou Alice, mas que precisa alertar a Alan sobre a Presença Sombria que habita Cauldron Lake e que está controlando as criaturas que o perseguem, os Taken. O homem explica que essa Presença Sombria tem a habilidade de transformar a ficção em realidade, que ela usou Alan para criar um modo de escapar do lago, e que Alan tem que pará-la. A Presença Sombria toma forma de um furacão negro, que engole o homem; Alan consegue fugir, mas cai em um lugar distante e inconsciente. Alan acorda no Alojamento de Cauldron Lake, um hospital para doentes mentais, sob os cuidados do Dr. Emil Hartman, que alega que o escritor está sofrendo um surto psicótico e que as manifestações sobrenaturais que vem experienciando são fruto de sua imaginação. Lá, ele conhece dois velhos roqueiros, os irmãos Odin e Tor Anderson, que tem uma pista sobre como derrotar a Presença Sombria em sua fazenda. A Presença Sombria aparece no Alojamento, mas Alan escapa com a ajuda de Barry, e eles vão para a fazenda dos Anderson. Lá, descobrem que uma mulher, Cynthia Weaver, tem uma arma que pode destruir a Presença Sombria. Os dois passam a noite na fazenda dos Anderson bebendo. Em seus sonhos, Alan relembra o que aconteceu na semana que ficou desaparecido: a Presença Sombria capturou Alice para forçar Alan a escrever o manuscrito, a fim de possibilitar sua fuga. Porém, Alan - guiado pelo espírito de Thomas Zane, um poeta que conseguira prender a Presença Sombria anteriormente ao afundar a ilha e a si mesmo em Cauldron Lake - subconscientemente coloca elementos que lhe permitem escapar do lago, incluindo a criação do espírito de Thomas em forma de mergulhador. O acidente de carro foi resultado de sua tentativa fracassada de escapar.
Os dois são encontrados pelo agente Nightingale na manhã seguinte, mas a Presença Sombria ataca o grupo. Alan, Barry, e Sarah escapam e vão a uma central hidroeléctrica abandonada, onde Cynthia estava escondida. Cynthia, que conhecia Thomas Zane e se preparou para o retorno da Presença Sombria, cumprimenta o grupo e diz para Alan que na "Sala Bem Iluminada" é onde ele vai encontrar a arma para derrotar a Presença Sombria, um interruptor chamado Clicker que Thomas colocou na história de Alan e que, através do poder da escrita de Alan, tem o poder para destruir a Presença Sombria. Alan volta ao lago e mergulha, o que faz ele entrar no Lugar Sombrio, uma dimensão alternativa onde pensamentos e ideas podem se tornar realidade. Lá, ele encontra a Presença Sombria, e usa o Clicker para derrota-lá. No entanto, Alice permanece no lago, e Alan percebe que, para manter o equilíbrio, ele terá que permanecer dentro do lago para permitir que Alice escape. Alan finaliza o manucristo de Departure e Alice emerge, voltando em segurança para terra, mas Alan fica preso no Lugar Sombrio. Nas cenas finais, Alan é visto na máquina de escrever na cabana, terminando de escrever seu novo trabalho Departure. As últimas palavras de Alan no jogo são, "Não é um lago; é um oceano…".

### Conteúdo para download

#### The Signal
Continuando diretamente do final do jogo principal, Alan se encontra em uma versão surreal de Bright Falls. Ele acorda no restaurante, e vê que tudo é familiar, mas está fora do lugar que deveria estar. Ao entrar no banheiro do restaurante Zane conversa com Alan através de um espelho. Quando sai do banheiro ele encontra alguns televisores que mostram uma versão maníaca dele mesmo passando por eventos futuros, alertando-o sobre o que está por vir. Quando Alan sai do restaurante, ele vai parar na floresta de Bright Falls onde encontra um manuscrito que mistura fragmentos do livro Departure com o sonho. Algumas palavras do manuscrito aparecem na frente de Alan, e ele se concentra na palavra "Telefone". Ao iluminar a palavra ela se transforma em um telefone, que Zane usa para se comunicar com Alan. Ele diz para Alan seguir o sinal que ele vai criar para guiá-lo a saída desse lugar.
Enquanto Alan tenta escapar do lugar seguindo o sinal, ele derrota vários Takens e encontra televisores que o avisam sobre os eventos até ele sair de uma igreja. Então, ele vê um manuscrito cair do céu e várias palavras surgem na frente dele. Ele ilumina a palavra "Amigo" e assim surge uma versão etérea de Barry, que ajuda Alan a passar com segurança pelo local.
Os sinais de Zane guiam Alan até uma serraria, mas enquanto ele explora o local, ele percebe que está devolta a seu apartamento na cidade. Zane aparece, e explica que o prório Alan que está se prendendo naquele lugar, através de sua versão maníaca, que foi criada a partir de seu medo. Alan não acredita que é ele mesmo que está se prendendo ali. Mas logo Zane é violentamente expulso dali e TVs que mostram o Alan maníaco começam a atacá-lo. Alan é capaz de derrotar a sua versão maníaca, voltando a cabana no lago, mas descobre que ainda está preso no Lugar Sombrio. O capítulo termina com Alan gritando "Não há saída, não há saída… Eu tenho que sair daqui!"

#### The Writer
Ainda preso, Alan recobra a consciência e encontra uma Bright Falls fundida. Depois de deixar o local que é uma fusão do Alojamento de Cauldron Lake e da Fazenda dos Andersons, Zane diz a Alan que ele terá que voltar para a cabana por meio de um farol. Os ambientes começam a ficar muito surreais e Alan segue o caminho indicado por Zane. Zane avisa a Alan que o Alan maníaco é a sua parte irracional que foi separada do seu corpo e que ele estava dentro do farol controlando tudo; o Alan racional tem que retomar o controle de sua mente se quiser ter alguma chance de escapar dali. O lado irracional do Alan tenta impedi-lo criando ilusões de Alice, apagando a luz do farol, e mandando um exército de Takens atacar sua parte racional. Mas com a ajuda de Zane, Alan consegue chegar ao seu objetivo, passando pelo farol para chegar a cabana.
Enquanto ele se aproxima da cabana, um Barry imaginário aparece e conta a Alan que ele terá que se livrar de todas as ilusões antes que ele possa enfrentar sua parte irracional, incluindo a própria aparição de Barry. Alan está pronto para aceitar isso, forçando Alan a lutar contra versões Taken de Dr. Hartman, Odin e Tor, e a expulsar Barry várias vezes, para finalmente entrar na cabana. Quando Alan entra na cabana, ele encontra sua versão irracional em um estado paranoico, e quando Alan o toca, os dois se tornam um só novamente. Alan percebe que não pode deixar-se cair em um estado delirante novamente ou caso contrario ele nunca poderá escapar, e assim ele volta a maquina de escrever para iniciar sua mais nova história, "Return".

## Desenvolvimento
Após a distribuição de Max Payne 2: The Fall of Max Payne em 2003, a Remedy Entertainment passou um tempo "se recuperando da crise", e começaram a planejar diferentes conceitos para seu próximo jogo. Entre estes conceitos estava Alan Wake.
O jogo foi anunciado na Electronic Entertainment Expo 2005 para os consoles da próxima geração e PCs", e foi mostrado à imprensa à portas fechadas, sob a forma de uma demo. Em 2006, a Remedy fechou uma parceria com a Microsoft Game Studios para publicar o jogo exclusivamente para o Video game da Microsoft, Xbox 360 e, em seguida, para o sistema operacional Windows Vista As primeiras imagens mostravam um Alan Wake com trajes bem diferentes dos atuais, bem como um layout diferente para a cidade de Bright Falls.
Originalmente, a Remedy planejou Bright Falls como uma cidade aberta, similar ao que é visto na série Grand Theft Auto. Porém, pouco tempo após desenvolverem a tecnologia para permitir esse tipo de jogo, a Remedy decidiu que esta era uma má ideia, porque isto interferiria no ritmo e história de jogo, já que planejavam fazer um thriller.
Após quatro anós fazendo demonstrações da versão para Windows, em 2009, a Remedy confirmou que faria um jogo exclusivo para o Xbox 360 e a decisão de fazer uma versão para computadores ficaria nas mãos da Microsoft. O jogo foi declarado como pronto, mas em fase de "polimento", em agosto de 2009. Ele foi terminado em 7 de abril de 2010. A data de lançamento para a Europa foi marcada para 21 de maio, mas em 7 de abril de 2010, a data de lançamento foi adiada para 14 de maio. Depois do jogo ser lançado, a Remedy disse que trazer o jogo para os computadores não era "a prioridade no momento".

### Influências e alusões
Alan Wake foi influenciado e frequentemente faz alusão a certos filmes, a programas de televisão e a livros, além de homenagear diversos artistas e obras. A Remedy explicou os temas e ideias compartilhadas entre o jogo e outras obras existentes da cultura popular como "tomar algo familiar para as pessoas como um elemento e construir algo próprio, e esperançosamente algo [que seja] único nos jogos, mas ainda familiar de outras formas de entretenimento".
O autor Stephen King foi uma grande inspiração para Alan Wake. O personagem principal como escritor cuja obra está se tornando realidade é um tema que foi explorado por King em diversas de suas obras. A narração de Wake alude diretamente a King em diversas ocasiões, incluindo o monólogo de abertura do jogo, no qual ele cita um ensaio do autor. O jogo também homenageia o filme The Shining (baseado no romance de mesmo nome) com uma área semelhante ao icônico labirinto do filme, entre outras referências, bem como o romance Christine, com um dos carros do jogo parecido com o do livro. O próprio King concebeu permissão para usarem sua citação. Ele também recebeu cópias do jogo como forma de agradecimento, mas não pôde testá-las porque não possuía um Xbox. Além do trabalho de King, Lake citou as histórias de Bret Easton Ellis e de Neil Gaiman como influências, bem como House of Leaves, de Mark Z. Danielewski.
No jogo há vários aparelhos de televisão que podem ser encontrados pela cidade em diferentes lugares. Eles podem ser ligados e será reproduzido um pequeno episódio da série fictícia Night Springs, que é uma referência direta à série de televisão The Twilight Zone, criada por Rod Serling no final dos anos 1950. Alfred Hitchcock também é citado como inspiração, com os bandos de pássaros que muitas vezes atacam o protagonista sendo influenciados por seu clássico filme de terror Os Pássaros.
O cenário do jogo, Bright Falls, se inspira muito no da série de televisão Twin Peaks, do início dos anos 1990; ambas pequenas cidades fictícias no estado de Washington. Para pesquisar o cenário do jogo no Noroeste Pacífico, uma equipe da Remedy viajou para a área e dirigiu cerca de 3,2 mil quilômetros entre Óregon, Washington e Colúmbia Britânica, no Canadá, durante duas semanas, trazendo de volta mais de seis mil fotografias e vídeos de vários cenários naturais e da cultura Americana das pequenas cidades da região. Entre elas estava Astoria, no Óregon, e North Bend, em Washington, esta última que servira de locação para as filmagens de Twin Peaks, bem como locais usados em Seattle para o filme The Ring. Mesmo depois de retornar à Finlândia, a equipe da Remedy contatou a Microsoft, com sede em Washington, para obter ajuda com fotografias adicionais.

### Trilha sonora
A trilha sonora do jogo foi composta por Petri Alanko. A trilha sonora apresenta a música "War" dos Poets of the Fall, do quarto álbum de estúdio da banda, Twilight Theater. Sam Lake disse que essa música "…é uma parte importante da trilha sonora de Alan Wake e o tema tem forte ligação com o enredo do jogo." Os Poets of the Fall também fizeram as músicas, "Children of the Elder God" e "The Poet and the Muse", com o nome de Old Gods of Asgard. A banda também fez o tema de encerramento do jogo anterior da Remedy, Max Payne 2: The Fall of Max Payne, chamado "Late Goodbye", que é baseado em um poema escrito por Lake. "War", por outro lado, não foi escrito especificamente para Alan Wake. Em 20 de julho a trilha sonora oficial foi lançada, contendo 18 músicas do jogo.
| Alan Wake Original Score by Petri Alanko |                              |         |  |
| N.º                                      | Título                       | Duração |  |
| 1.                                       | "Alan Wake"                  | 5:34    |  |
| 2.                                       | "A Writers Dream"            | 1:55    |  |
| 3.                                       | "Welcome to Bright Falls"    | 4:25    |  |
| 4.                                       | "Vacation"                   | 2:48    |  |
| 5.                                       | "Cross That River"           | 5:38    |  |
| 6.                                       | "Waking Up to a Nightmare"   | 2:17    |  |
| 7.                                       | "The Clicker"                | 1:51    |  |
| 8.                                       | "Deerfest"                   | 3:02    |  |
| 9.                                       | "Taken by the Night"         | 10:47   |  |
| 10.                                      | "On the Run"                 | 6:08    |  |
| 11.                                      | "Mirror Peak"                | 5:12    |  |
| 12.                                      | "Tom the Diver"              | 2:50    |  |
| 13.                                      | "The Night It All Began"     | 2:01    |  |
| 14.                                      | "Bright Falls Light & Power" | 3:16    |  |
| 15.                                      | "Hunters"                    | 5:00    |  |
| 16.                                      | "The Well-Lit Room"          | 1:42    |  |
| 17.                                      | "Water Pressure"             | 5:33    |  |
| 18.                                      | "Departure"                  | 3:02    |  |

| Limited Edition Soundtrack |                               |         |  |
| N.º                        | Título                        | Duração |  |
| 1.                         | "A Writer's Dream"            | 1:53    |  |
| 2.                         | "Young Men Dead"              | 5:34    |  |
| 3.                         | "Welcome to Bright Falls"     | 4;25    |  |
| 4.                         | "The Clicker"                 | 1:51    |  |
| 5.                         | "How Can I Be Sure"           | 4:33    |  |
| 6.                         | "Tom The Diver (Piano+Cello)" | 3:13    |  |
| 7.                         | "The Beaten Side of Town"     | 4:48    |  |
| 8.                         | "The Poet and The Muse"       | 4:17    |  |
| 9.                         | "Electrica Cadente"           | 3:00    |  |
| 10.                        | "Tom The Diver (Orchestra)"   | 2:49    |  |

#### Temas dos episódios
Cada episódio do jogo tem seu próprio tema de encerramento, que é tocado juntamente a frase que indica o fim do episódio. A lista de temas de cada episódio é a seguinte:
| Episódio    | Artista                     | Música                    | Ano Lançada | Duração |
| ----------- | --------------------------- | ------------------------- | ----------- | ------- |
| Nightmare   | Roy Orbison                 | In Dreams                 | 1963        | 2:48    |
| Taken       | Poe                         | Haunted                   | 2000        | 5:20    |
| Ransom      | Nick Cave and the Bad Seeds | Up Jumped The Devil       | 1988        | 5:16    |
| The Truth   | Old Gods of Asgard          | The Poet and the Muse     | 2010        | 4:18    |
| The Truth   | Old Gods of Asgard          | Children of the Elder God | 2010        | 3:37    |
| The Clicker | Poets of the Fall           | War                       | 2010        | 5:05    |
| Departure   | David Bowie                 | Space Oddity              | 1969        | 5:15    |
| The Signal  | Anna Ternheim               | No, I Don't Remember      | 2009        | 3:56    |
| The Writer  | Depeche Mode                | The Darkest Star          | 2005        | 6:42    |

Além destas músicas, outras foram candidatas a tema dos episódios dois e três. Os candidatos para tema do capítulo dois eram "Lovely Head" da Goldfrapp, "Dear Darkness" de PJ Harvey e "Lilac Wine" de Jeff Buckley. Já do terceiro episódio, "Sea of Love" e "Don't Go into That Barn" de Tom Waits eram as prováveis escolhas, assim como "Sit and Wonder" da The Verve e "Wake Up" da Arcade Fire.

## Recepção

### Resposta crítica
Alan Wake foi bem recebido entre os críticos. Michael Plant do The Independent deu ao jogo uma pontuação perfeita de 5/5. Ele elogiou Alan Wake pelo seu "ritmo impecável", que "garante uma experiência compulsiva". A edição e o enredo também foram recebidos positivamente, fazendo do jogo "o tipo de experiência que a geração de consoles atuais foi feita para fazer".
O Daily Telegraph avaliou o jogo como 9/10 com o editor Nick Cowen ficando impressionado por seu "stunning" look, dizendo que a cidade de Bright FAlls e seu ambiente ao redor eram "autênticos" em termos de arquitetura, vegetação, clima e luz. Ele descreveu a atmosfera como sendo capaz de "... turn on a dime from feeling safe and serene to one of choking menace and foreboding...". As mecânicas de combate e o enredo também foram elogiados, com o primeiro fazendo "o jogador se sentir constantemente sob ameaça" e o último sendo "... um dos pontos mais fortes [do jogo]". Críticas incluem a animação facial e a curta duração do jogo.
Dirk Lammers disse que o jogo mantém "o jogador na beirada de sua cadeira", dando uma pontuação final de 4/4 em seu review para o San Francisco Chronicle.
Matt Greenop do The New Zealand Herald avaliou o jogo como 5/5 e elogiou o "excelente ritmo" por causa de seu formato de episódios. Ele também elogiou o enredo "chilling", "ambiente brilhante" e concluiu que o jogo era "de longe um dos mais inovadores e divertidos jogos do ano"
William Vitka do The New York Post deu uma nova B+, elogiando o jogo por sua "atmosfera assustadora", música, gráficos e um "nível surpreendente de complexidade" no combate, mas comentou negativamente da animação e do enredo do jogo.
Brian Crecente, editor-chefe do Kotaku.com, elogiou o uso geral da luz como uma mecânica da jogabilidade. Ele comentou a estrutura de episódios, dizendo que isso fazia o jogador se sentir satisfeito mesmo após seções curtas de jogo. Ele também elogiou a história como um todo, tendo jogado o último episódio três vezes seguidas, dizendo: "pela primeira vez em minha vida, eu experimentei algo que se desenvolve como um jogo mas tem um impacto de um filme ... Alan Wake é uma poderosa experiência, uma forte ligação deixando você pensando sobre isso e querendo mais por vários dias após completar". Entretanto, ele criticou o jogo por não providenciar informação suficiente sobre Wake e sua esposa, apesar de estar "cheio de pessoas memoráveis". Concluindo, ele disse: "Eu estou aberto para o potencial dos jogos desse ano, mas eu ainda não consigo imaginar que Alan Wake será superado em 2010. O jogo conta uma história que é engajadora, e também, emocional. Ele faz você se importar, e também causa medo. Mas principalmente isso redefine a história interativa. More aptly put, Alan Wake finalmente solta uma de suas frases usadas tanto que isso se torna uma piada."
Tom McShea criticou o jogo pela falta de "momentos de jogabilidade surpreendentes e memoráveis" em seu review para Gamespot.com, mas parabenizou o seu modo de contar a história, uma boa e original música, efeitos luminosos sutis que, junto com a trilha sonora, "cria uma atmosfera disturbing", um sistema de combate "satisfatório" e uma "sábia" inclusão de colecionáveis, dando uma nota final 8.5/10.
Charles Onyett da IGN avaliou o jogo como 9/10, premiando-o com o "Editors' Choice Award". Ele descreveu o jogo como "... difícil de parar uma vez que se começa", e apreciou o jogo por sua estrutura de episódios, uma "interessante" mecânica de story-telling, efeitos luminosos, trilha sonora e sistema de combate, que descreveu como "rápido e responsive", mas criticou o enredo como "uneven". O jogo recebeu uma nota alta por sua "Forte atmosfera", "Jogabilidade divertida", e "Ótimos visuais", mas perdeu pontos por causa do "Fraco final".
Tom Orry do VideoGamer.com também avaliou o jogo como 9/10, elogiando o jogo por sua "sábia narrativa", "atmosfera incrível" e uma trilha sonora que ele descreveu como "... uma das melhores e mais memoráveis que eu já ouvi em um jogo", concluindo que Alan Wake é "... an escapade que eu vou lembrar por um bom tempo. It's a stunning action game, a superbly scripted adventure and a technical showcase for the now-aging Xbox 360 hardware."
GameTRailers deu ao jogo 8.6/10. O review elogiou a apresentação do jogo dizendo que "Alan Wake's presentation fires on all cylinders, selling you completely on its twisted nightmare." Eles também comentaram que "o feedback é brilhante, e os encontros são acompanhados de um genuino senso de pavor.
Ellie Gibson do Eurogamer avaliou como 7/10, dizendo que "considerando tudo, há diversão suficiente para um fim de semana para os fãs de ação-aventura que não estão tão preocupados com conceitos inovadores e jogabilidade variada, e não se importam com muita repetição. Alan Wake é um jogo acessível e não exigente com uma mecânica de combate pura e visuais decentes. É só que o jogo não é muito original, certamente não é um jogo excepcional, e é uma pena que ele não estivesse pronto a alguns anos atrás."

### Prêmios
| \| Ano \| Prêmios \| Categoria \| Resultado \| Referência \| \| ---- \| --------------------------------------------------- \| --------------------------------------- \| ------------------------------ \| ---------- \| \| 2010 \| British Academy Video Games Awards (7ª Edição) \| Música Original \| Indicado \| [45] \| \| 2010 \| British Academy Video Games Awards (7ª Edição) \| História \| Indicado \| [45] \| \| 2010 \| British Academy Video Games Awards (7ª Edição) \| Uso do Audio \| Indicado \| [45] \| \| 2010 \| Annual Game Music Awards (Square Enix Music Online) \| Melhor Trilha Sonora - Europa \| Venceu \| [46] \| \| 2010 \| GameSpot Best of 2010 \| Melhor Propriedade Intelectual Original \| Indicado \| [47] \| \| 2010 \| GameSpot Best of 2010 \| Melhor Propriedade Intelectual Original \| Venceu na Escolha dos Leitores \| [47] \| \| 2010 \| GameSpot Best of 2010 \| Melhor História \| Indicado \| [48] \| \| 2010 \| GameSpot Best of 2010 \| Melhor Gráfico e Arte \| Indicado \| [49] \| \| 2010 \| GameSpot Best of 2010 \| Melhor Atmosfera \| Indicado \| [50] \| \| 2010 \| GameSpot Best of 2010 \| Melhor Som \| Indicado \| [51] \| \| 2010 \| GameSpot Best of 2010 \| Melhor Dublagem \| Indicado \| [52] \| \| 2010 \| GameSpot Best of 2010 \| Melhora Mecânica de Jogo Original \| Indicado \| [53] \| \| 2010 \| GameSpot Best of 2010 \| Melhor Roteiro/Diálogo \| Indicado \| [54] \| \| 2010 \| IGN Best of 2010 – Xbox 360 \| Melhor Jogo de Terror \| Venceu \| [55] \| \| 2010 \| IGN Best of 2010 – Xbox 360 \| Melhor Personagem (Alan Wake) \| Indicado \| [56] \| \| 2010 \| IGN Best of 2010 – Xbox 360 \| Melhor História \| Indicado \| [57] \| \| 2010 \| IGN Best of 2010 – Xbox 360 \| Atmosfera Mais Incrível \| Indicado \| [58] \| \| 2010 \| IGN Best of 2010 – Xbox 360 \| Jogabilidade Mais Inovadora \| Indicado \| [59] \| \| 2010 \| Shacknews Best of 2010 Awards \| Ação-Aventura \| Indicado \| [60] \| \| 2010 \| Shacknews Best of 2010 Awards \| Jogo do Ano \| Indicado \| [61] \| \| 2010 \| Shacknews Best of 2010 Awards \| Cara Nova Que Esperamos Ver Novamente \| Vice-Campeão \| [62] \| \| 2010 \| Shacknews Best of 2010 Awards \| História \| Indicado \| [63] \| \| 2010 \| Shacknews Best of 2010 Awards \| Exclusivo do Xbox 360 \| Indicado \| [64] \| |                                                     |                                         |                                |            |
| Ano | Prêmios                                             | Categoria                               | Resultado                      | Referência |
| 2010 | British Academy Video Games Awards (7ª Edição)      | Música Original                         | Indicado                       | [ 45 ]     |
| 2010 | British Academy Video Games Awards (7ª Edição)      | História                                | Indicado                       | [ 45 ]     |
| 2010 | British Academy Video Games Awards (7ª Edição)      | Uso do Audio                            | Indicado                       | [ 45 ]     |
| 2010 | Annual Game Music Awards (Square Enix Music Online) | Melhor Trilha Sonora - Europa           | Venceu                         | [ 46 ]     |
| 2010 | GameSpot Best of 2010                               | Melhor Propriedade Intelectual Original | Indicado                       | [ 47 ]     |
| 2010 | GameSpot Best of 2010                               | Melhor Propriedade Intelectual Original | Venceu na Escolha dos Leitores | [ 47 ]     |
| 2010 | GameSpot Best of 2010                               | Melhor História                         | Indicado                       | [ 48 ]     |
| 2010 | GameSpot Best of 2010                               | Melhor Gráfico e Arte                   | Indicado                       | [ 49 ]     |
| 2010 | GameSpot Best of 2010                               | Melhor Atmosfera                        | Indicado                       | [ 50 ]     |
| 2010 | GameSpot Best of 2010                               | Melhor Som                              | Indicado                       | [ 51 ]     |
| 2010 | GameSpot Best of 2010                               | Melhor Dublagem                         | Indicado                       | [ 52 ]     |
| 2010 | GameSpot Best of 2010                               | Melhora Mecânica de Jogo Original       | Indicado                       | [ 53 ]     |
| 2010 | GameSpot Best of 2010                               | Melhor Roteiro/Diálogo                  | Indicado                       | [ 54 ]     |
| 2010 | IGN Best of 2010 – Xbox 360                         | Melhor Jogo de Terror                   | Venceu                         | [ 55 ]     |
| 2010 | IGN Best of 2010 – Xbox 360                         | Melhor Personagem (Alan Wake)           | Indicado                       | [ 56 ]     |
| 2010 | IGN Best of 2010 – Xbox 360                         | Melhor História                         | Indicado                       | [ 57 ]     |
| 2010 | IGN Best of 2010 – Xbox 360                         | Atmosfera Mais Incrível                 | Indicado                       | [ 58 ]     |
| 2010 | IGN Best of 2010 – Xbox 360                         | Jogabilidade Mais Inovadora             | Indicado                       | [ 59 ]     |
| 2010 | Shacknews Best of 2010 Awards                       | Ação-Aventura                           | Indicado                       | [ 60 ]     |
| 2010 | Shacknews Best of 2010 Awards                       | Jogo do Ano                             | Indicado                       | [ 61 ]     |
| 2010 | Shacknews Best of 2010 Awards                       | Cara Nova Que Esperamos Ver Novamente   | Vice-Campeão                   | [ 62 ]     |
| 2010 | Shacknews Best of 2010 Awards                       | História                                | Indicado                       | [ 63 ]     |
| 2010 | Shacknews Best of 2010 Awards                       | Exclusivo do Xbox 360                   | Indicado                       | [ 64 ]     |

Editores da revista Time deram ao jogo Alan Wake o prêmio de Jogo do Ano de 2010. Também foi nomeado para a categoria Melhor jogo de Xbox 360 para Spike TV Video Game Awards de 2010 e recebeu três nomeações no 2º Annaul Inside Gaming Awards nas categorias de Melhor Narrativa, Melhor Design de Som e Most Compelling Character (por Alan Wake). O artigo da Gamespot do Jogo do Ano de 2010 tinha sete nomeações para esse jogo, incluindo Melhor História e Melhor Roteiro/Diálogo.
IGN premiou Alan Wake como "Melhor jogo de terror de 2010" e também o nomeou para "Melhor história", "Melhor Atmosfera", "Jogabilidade mais inovadora", e "Melhor personagem (Alan Wake)". Também foi nomeado para "Melhor jogo do Xbox 360" no Spike Video Game Awards de 2010. Foi escolhido como Jogo do Ano de 2010 pela revista Time.
A trilha sonora do jogo ganhou o Best Score - European no Annual Game Music Awards de 2010, com o painel exibindo "Breaking composer Petri Alanko's expansive score for the critically acclaimed Alan Wake captured the hearts of gamers and stand-alone listeners alike with its intimate orchestrations and psychological explorations."

### Vendas
Alan Wake estreou em segundo lugar nas tabelas do Reino Unido. NPD Group disse que as vendas nas duas primeiras semanas chegaram a 145.000 unidades. De acordo com um relatório, Alan Wake é o segundo jogo de Xbox 360 mais pirateado de 2010, com mais de 1,1 milhões de downloads. Entretanto, com vendas mundias ultrapassando 1 milhão, Alan Wake foi um sucesso comercial.

## Descontinuação
Devido ao vencimento das licenças de músicas, todas as versões digitais e físicas de Alan Wake foram retiradas de venda em várias lojas em 15 de maio de 2017, embora a Remedy oferecesse um grande desconto para o título dias antes da remoção. A remoção não afeta quem já possui o jogo, nem afeta a disponibilidade de Alan Wake's American Nightmare, apesar de que o título provavelmente será afetado de mesma forma quando suas próprias licenças expirarem. Além disso, se um jogador possuir  a versão de Xbox 360 do jogo, os dois capítulos de DLC ainda poderão ser baixados pela Xbox Live Marketplace gratuitamente.